# Кандидплац (станция метро)
«Кандидплац» (нем. Candidplatz) — станция Мюнхенского метрополитена, расположенная на линии  между станциями «Колумбусплац» и «Веттерштайнплац». Станция находится в районе Унтергизинг-Харлахинг (нем. Untergiesing-Harlaching).

## История
Открыта 8 ноября 1997 года в составе участка «Колумбусплац» — «Мангфалльплац». Станция названа, как и площадь над ней, в честь фламандского художника и скульптора Петра Кандид (нем. Peter Candid). Станция находится в непосредственной близости к среднему кольцу (нем. Mittlerer Ring).

## Архитектура и оформление
Двухпролётная колонная станция мелкого заложения, планировалась и оформлялась архитектурным бюро Эгон Конрад (нем. Egon Konrad). Стены, колонны и потолки станции выкрашены всеми цветами радуги, начиная с фиолетового в северном конце платформы через красный, жёлтый и зелёный до тёмно-синего в южном конце, где через пандус попадаешь в подземный вестибюль. Колонны огорожены матовым стеклом, в высоту примерно 2 м, чтобы предотвратить загрязнение выкрашенных стен. Два ряда ламп, по обе стороны от колонн, равномерно освещают платформу, что позволяет усилить цвета. Имеет два выхода по обоим концам платформы. В северном торце платформы расположен лифт.

## Таблица времени прохождения первого и последнего поезда через станцию

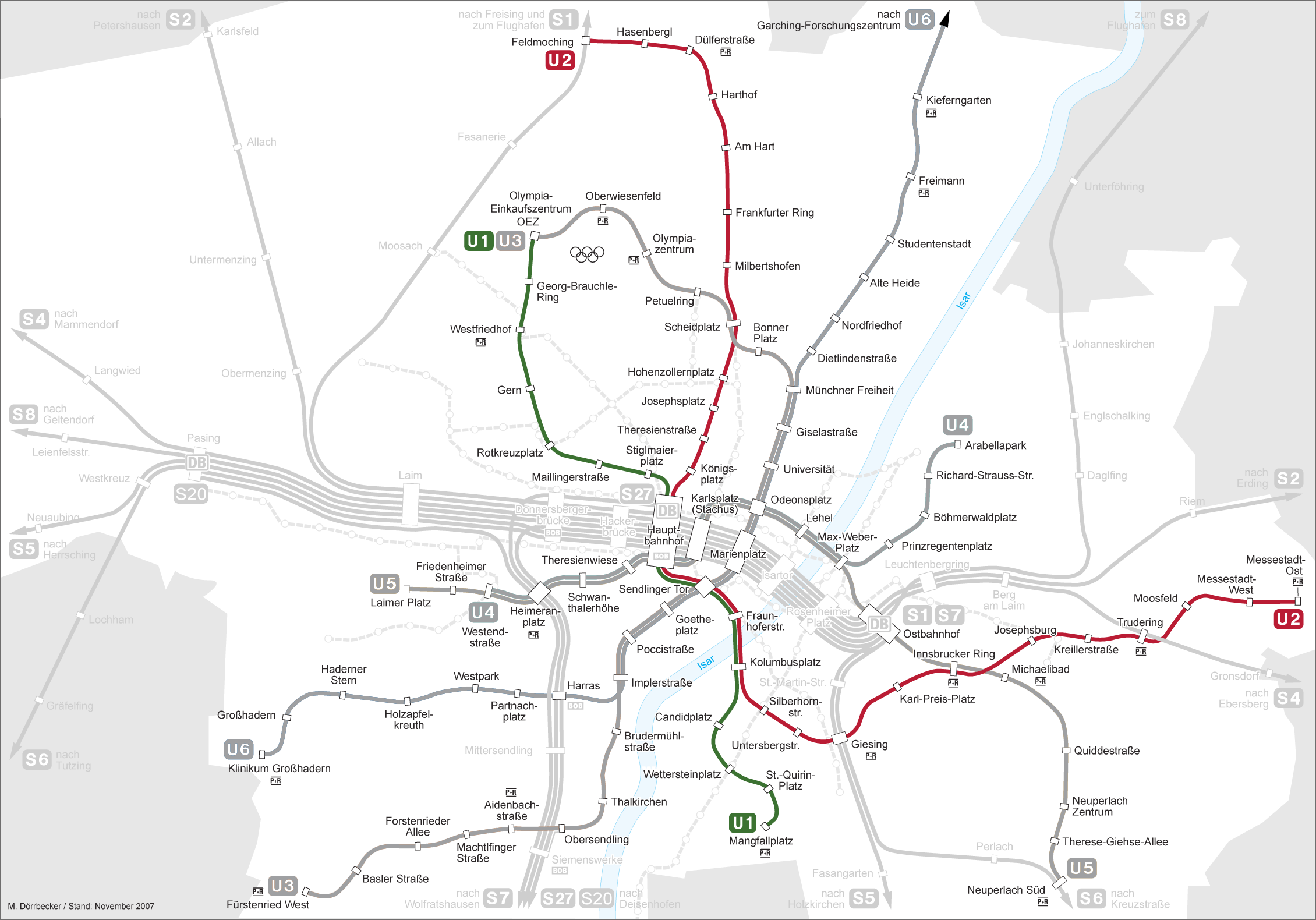
Сеть линий и мюнхенского метро

|                                     | Воскресенье — Четверг (ч:мм) | Пятница — Суббота (ч:мм) |
|                                     | первый                       |                          |
| последний                           |                              |                          |
| В сторону станции «Колумбусплац»    | 4:24                         | 4:24                     |
| В сторону станции «Колумбусплац»    | 1:06                         | 2:06                     |
| В сторону станции «Веттерштайнплац» | 4:44                         | 4:44                     |
| В сторону станции «Веттерштайнплац» | 1:27                         | 2:27                     |

## Пересадки
Проходят автобусы следующих линий: 52 и 54, ночные N43 и N44.
| Предыдущая станция | Расстояние | Линия | Расстояние | Следующая станция |
| ------------------ | ---------- | ----- | ---------- | ----------------- |
| Колумбусплац       | 898 м      |       | 692 м      | Веттерштайнплац   |